# Achref Gannouni
Achref Gannouni, né le 16 avril 1997 à Tunis, est un basketteur tunisien.

## Carrière
Formé à l'Étoile sportive de Radès, son équipe n'obtient que la cinquième place durant la 30e édition de la coupe d'Afrique des clubs champions à l'issue d'une rencontre contre le Gezira SC (78-73). Il dispute l'AfroCan 2019 au Mali et prend la septième place avec l'équipe de Tunisie.
Entre les 27 et 29 novembre 2020, il joue les trois matchs durant la première phase de qualification pour le championnat d'Afrique 2021 et, entre le 19 février et le 21 février 2021, les trois matchs de la deuxième phase de qualification.
Le 25 octobre 2023, il quitte l'Étoile sportive du Sahel et rejoint l'Union sportive monastirienne.
Le 24 juillet 2024, il signe un contrat de deux ans avec le Club africain.

## Clubs
- 2015-2022 : Étoile sportive de Radès (Tunisie)
- 2022-2023 : Étoile sportive du Sahel (Tunisie)
- 2023-2024 : Union sportive monastirienne (Tunisie)
- depuis 2024 : Club africain (Tunisie)

## Palmarès

### Clubs
- Champion de Tunisie : 2017, 2018, 2024, 2025
- Coupe de Tunisie : 2017, 2018, 2019
- Médaille d'argent à la coupe d’Afrique des clubs champions 2017 (Tunisie)

### Sélection nationale

#### Championnat d'Afrique
- Médaille d'or au championnat d'Afrique 2021 (Rwanda)

#### Championnat arabe des nations
- Médaille d'argent au championnat arabe des nations 2022 ( Émirats arabes unis) et 2025 ( Bahreïn)
- Médaille de bronze au championnat arabe des nations 2023 ( Égypte)

## Distinctions personnelles
- Meilleur arrière du championnat de Tunisie lors de la saison 2023-2024